# مسجد نجم
مسجد نجم (بالبنغالية: তারা মসজিদ) المعروف أيضا باسم مسجد تارا، هو مسجد يقع في منطقة ارمانيتولا في دكا عاصمة بنغلاديش، المسجد لديه تصاميم مزخرفة زينت بزخارف من النجوم الزرقاء، ويعتقد أنه بني في النصف الأول من القرن التاسع عشر من قبل ميرزا غلام بير (ميرزا أحمد جان).

## الخلفية التاريخية
بني المسجد نجم من قبل ميرزا غلام بير، وكان المسجد والصرح المعماري يحوي على ثلاث قبب مستطالة، ولكن كان هناك تاجر متحمس ووكان اسمه علي جان بيباري قام بتشكيل المسجد بالكامل وإعادة بنائه من البلاط حساس للغاية ووالبلاط الملون الغني بالكثير من أنماط التلون، وأضاف علي جان للمسج شرفة جديدة في المقدمته من جهة الشرق، وصرف ببذخ على استيراد البلاط من اليابان وإنجلترا والطين من الصين لتحسين العرض الداخلي والخارجي للمسجد، والمسجد الآن بحلته القائمة هو عبارة عن هيكل مبني له خمس قبب، وفي عام 1987 بنيت اثنتين من القباب على امتداد المسجد من الجانب الشمالي.

## العمارة
بني المسجد على الطراز المغولي من قبل ميرزا غلام في أواخر القرن الثامن عشر الميلادي، كان المسجد في الأصل مسجد مستطيل بسيط الشكل بقياس 33 متر طولا وحوالي 11 متر عرضا، مع ثلاثة مداخل في الواجهة الشرقية (الواجهة الرئيسية) ومدخل واحدة على الجدار الشمالي وآخر على جنوب المسجد، توج البناء ببناء ثلاث قباب واحدة مركزي كونها أكبر قبة.
في أوائل القرن العشرين الميلادي، قام الممول علي جان بيباري بتجديد المسجد حيث أضاف له شرفة أمامية، وتم إعادة بناء السطح، يعد المسجد واحد من الأمثلة القليلة جدا في فن فسيفساء شينيتكري، وجد هذا الفن في ضرب فسيفساء الأزرق نجم الذي أعطى مسجد اسمه مسجد نجم، وفي عام 1987 تم توسيع قاعة الصلاة من قبل قسم العمارة لتشمل إضافة اثنتين من أكبر القباب، وقد زينت بالبلاط والطين المستورد من الصين واستخدام فيعا على حد سواء أساليب فن فسيفساء شينيتكري، واستخدام فيها الألوان الصلبة والبلاط والطين، وأنماط تشكلها كان بوضع البلاط الملون في الجص الأبيض، وأما الجزء العلوي من الواجهة الشرقية فهو يتضمن غز الهلال، وروعي في البناء والعمل الملمس الأملس وكان ذلك باستخدام البلاط المزجج المتنوع في الداخل، وزينت المحاريب الثلاثة والمداخل بنمط فسيفساء الأزهار.

## الديكور الخارجي

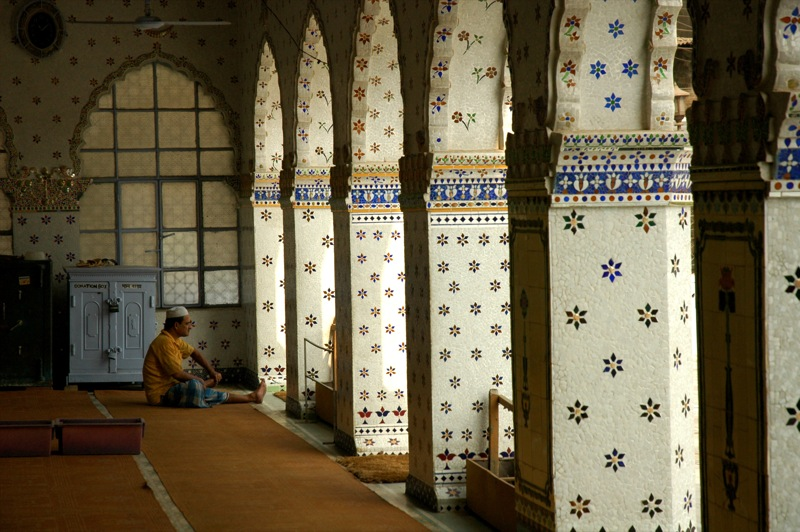
The Star Mosque

في أوائل القرن العشرين قام علي جان بيباري وهو رجل أعمال محلي بتمول ترميم المسجد، وأضاف شرفة شرقية جديدة، وتم تزيين السطح مع أعمال الفسيفساء من قطع الخزف المكسورة المستوردة من الصين، وهو الأسلوب الزخرفي الذي كان شائعا خلال بدايات عام 1930، مسجد نجم الذي كان يفتقر سابقا لأي أهمية تاريخية، هو الآن واحد من عدد قليل من الأمثلة المعمارية المتبقية من طريقة فن شينيتيكري (القطع الصينية) من الزخارف الفسيفسائية، وجدت هذه التقنية الزخرفية من خلال غرز نجم في جداران أو أعمدة المسجد ولهذا السبب أخذ المسجد شهرته، في عام 1987 كلفت وزارة الشؤون الدينية قياس الحق زاهد وزهير الدين زهير الدين بتوسعة قاعة للصلاة والتي تم تمديدها لتشمل اثنتين من القباب.
زين المسجد ببلاط الطين المستورد من اليابان وانجلترا والصين على حد سواء للاستفادة من أساليب فن الفسيفساء، وهو نهج يستخدم الألوان الصلبة والبلاط والطين من خلال وضعها في البلاطات الملونة في الجص الأبيض، تغطى القباب والسطح الخارجي للمسجد بالنجوم الملونة المختلفة على شكل بلاط الطين الصيني. الجزء العلوي من الواجهة الشرقية يتضمن أيضا غرز هلال.

## الديكور الداخلي
أعمال البلاط والفسيفساء جعلت من ملمس المسجد ملمس أملس، وتم استخدام قطع متنوعة من تصاميم مختلفة من البلاط المزجج على الأسطح الداخلية للمسجد، وزينت ثلاثة محاريب والمداخل بنمط فسيفساءالأزهار، بالإضافة لتكرار غرز زخارف على شكل مثلثات كروية، وكذلك زيتن المناطق الداخلية من جدران الشرفة.

## معرض صور

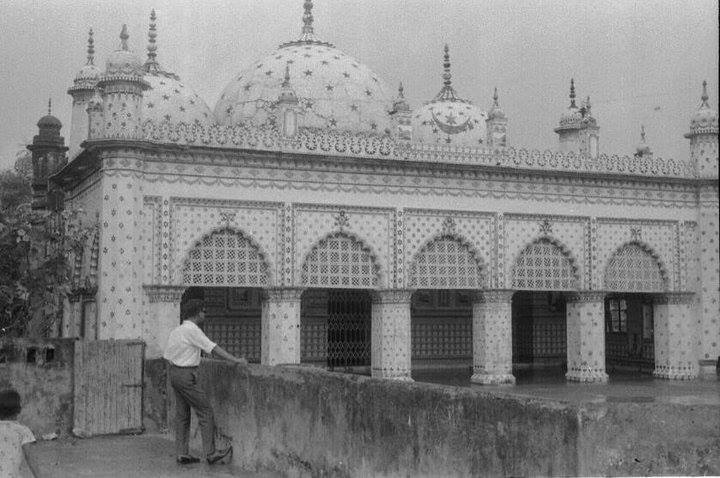
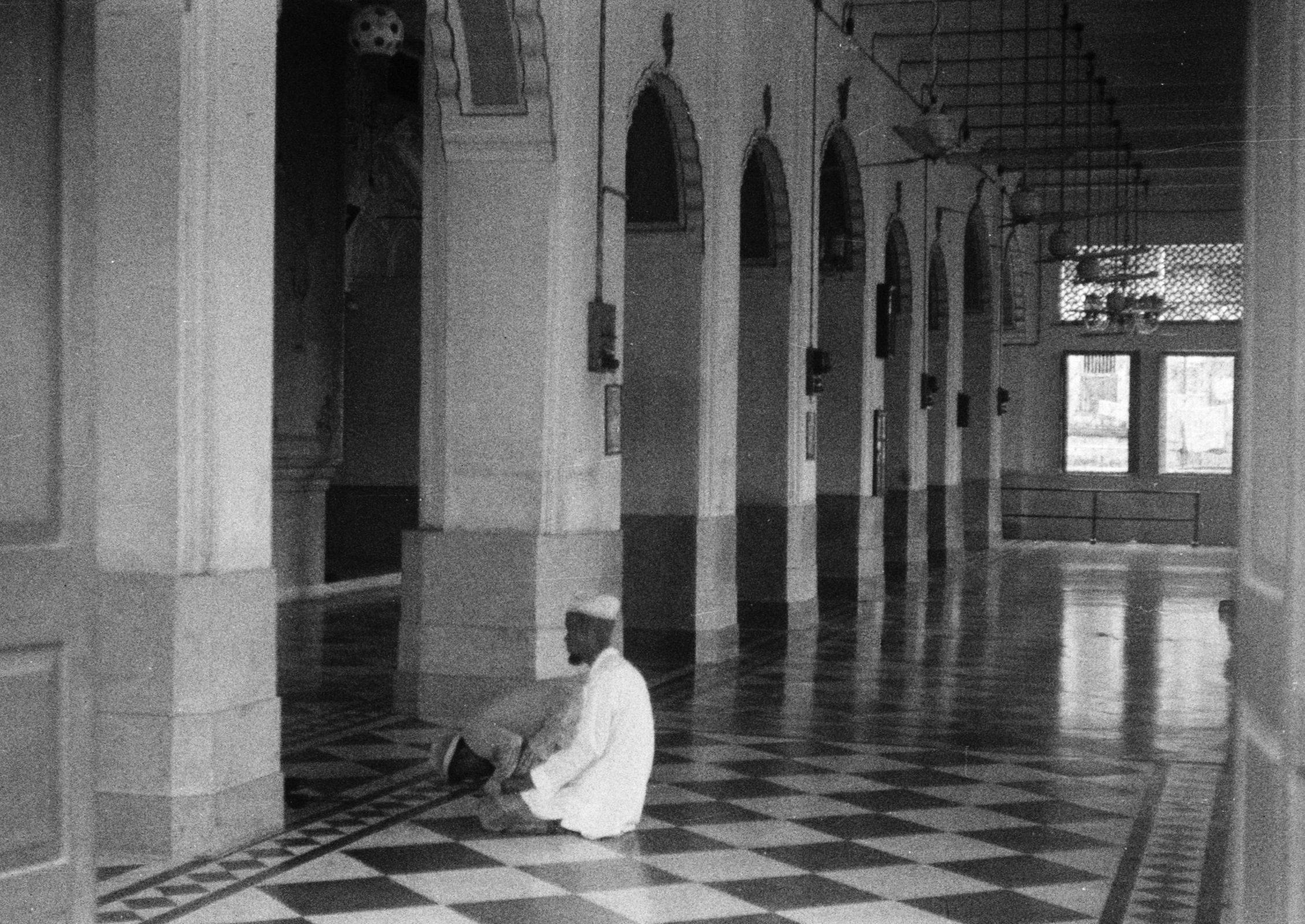
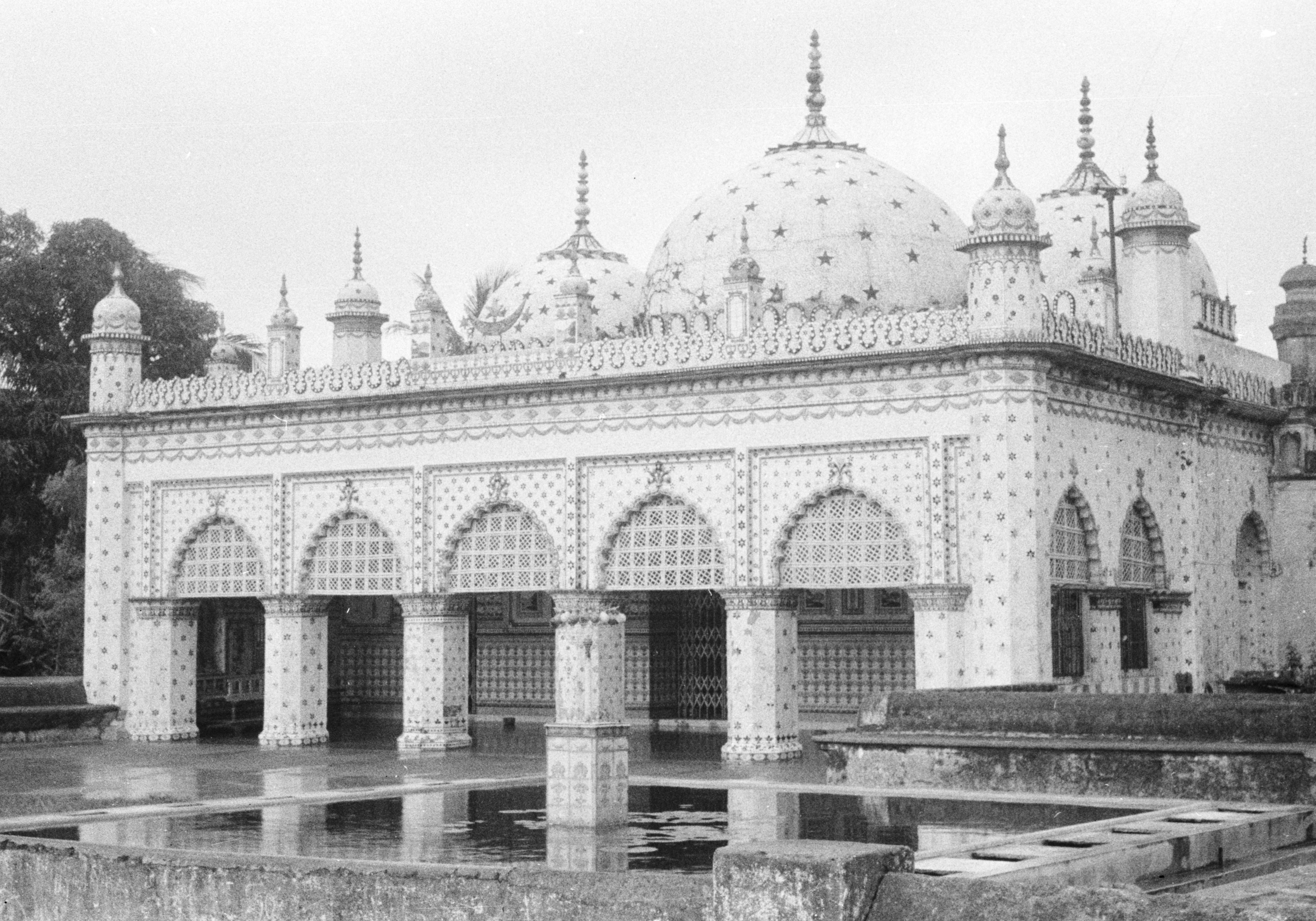